# Górowo Iławeckie
Górowo Iławeckie (Landsberg in Ostpreußen fino al 1945) è una città polacca del distretto di Bartoszyce nel voivodato della Varmia-Masuria.
Ricopre una superficie di 3,32 km² e nel 2007 contava 4 844 abitanti.